# طليعة الطور التالي

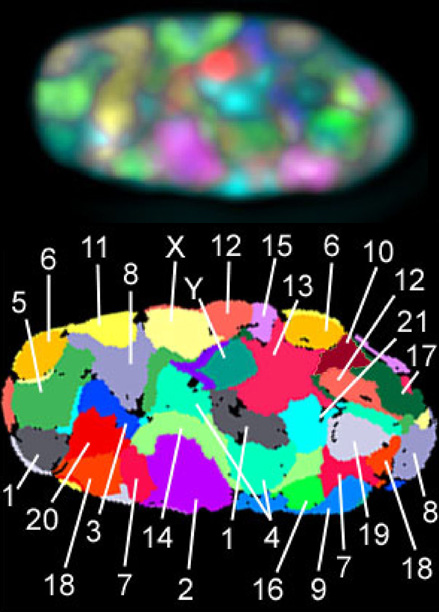
مناطق كروموسومات الإنسان ال23 أثناء طليعة الطور التالي في الخلايا الليفية اليافعة.

طليعة الطور التالي أو طليعة الطور الاستوائي أو طليعة الطور الوسيط (بالإنجليزية: prometaphase)‏ هي المرحلة الثانية في الإنقسام المتساوي التي تلي الطور التمهيدي وتسبق الطور الإستوائي في الخلايا الجسدية الحقيقية النواة.
يمكن اعتبار هذه المرحلة على أنها نهاية الطور التمهيدي أو بداية الطور الإستوائي.
أثناء هذه المرحلة، يتحلل الغشاء النووي إلى عدّة «حويصلات خلوية»، ويتشكل الحَيِّزُ الحَرَكِيّ (kinetochore) من البروتينات حول القطعة المركزية.
يسمح انحلال الغشاء النووي للمِغزل بالوصول إلى الحَيِّزُ الحَرَكِيّ.
أهمية الحَيِّزُ الحَرَكِيّ تكمن في أنه يربط بين 2 كروماتيد والكروموسومات داخل تركيبات البروتين تُدعى
أُنَيبوبات الحَيِّزُ الحَرَكِيّ الميكروية (kinetochore microtubule)، والتي تنشأ من الجسيمات المركزية في قطبي المِغْزَل، حيث أنها تصل إلى الكروموسومات وتلتصق بالحَيِّزُ الحَرَكِيّ.